# Llista d'asteroides/194601-194700
| Nom      | Designació provisional | Data de descobriment   | Lloc de descobriment | Descobridor/s |
| -------- | ---------------------- | ---------------------- | -------------------- | ------------- |
| 194601 - | 2001 XC129             | 14 de desembre de 2001 | Socorro              | LINEAR        |
| 194602 - | 2001 XR129             | 14 de desembre de 2001 | Socorro              | LINEAR        |
| 194603 - | 2001 XX129             | 14 de desembre de 2001 | Socorro              | LINEAR        |
| 194604 - | 2001 XW130             | 14 de desembre de 2001 | Socorro              | LINEAR        |
| 194605 - | 2001 XX130             | 14 de desembre de 2001 | Socorro              | LINEAR        |
| 194606 - | 2001 XG131             | 14 de desembre de 2001 | Socorro              | LINEAR        |
| 194607 - | 2001 XZ131             | 14 de desembre de 2001 | Socorro              | LINEAR        |
| 194608 - | 2001 XF133             | 14 de desembre de 2001 | Socorro              | LINEAR        |
| 194609 - | 2001 XX133             | 14 de desembre de 2001 | Socorro              | LINEAR        |
| 194610 - | 2001 XG135             | 14 de desembre de 2001 | Socorro              | LINEAR        |
| 194611 - | 2001 XW135             | 14 de desembre de 2001 | Socorro              | LINEAR        |
| 194612 - | 2001 XF136             | 14 de desembre de 2001 | Socorro              | LINEAR        |
| 194613 - | 2001 XE139             | 14 de desembre de 2001 | Socorro              | LINEAR        |
| 194614 - | 2001 XD140             | 14 de desembre de 2001 | Socorro              | LINEAR        |
| 194615 - | 2001 XB143             | 14 de desembre de 2001 | Socorro              | LINEAR        |
| 194616 - | 2001 XN147             | 14 de desembre de 2001 | Socorro              | LINEAR        |
| 194617 - | 2001 XU147             | 14 de desembre de 2001 | Socorro              | LINEAR        |
| 194618 - | 2001 XV147             | 14 de desembre de 2001 | Socorro              | LINEAR        |
| 194619 - | 2001 XQ149             | 14 de desembre de 2001 | Socorro              | LINEAR        |
| 194620 - | 2001 XW149             | 14 de desembre de 2001 | Socorro              | LINEAR        |
| 194621 - | 2001 XP150             | 14 de desembre de 2001 | Socorro              | LINEAR        |
| 194622 - | 2001 XE151             | 14 de desembre de 2001 | Socorro              | LINEAR        |
| 194623 - | 2001 XG151             | 14 de desembre de 2001 | Socorro              | LINEAR        |
| 194624 - | 2001 XV152             | 14 de desembre de 2001 | Socorro              | LINEAR        |
| 194625 - | 2001 XM154             | 14 de desembre de 2001 | Socorro              | LINEAR        |
| 194626 - | 2001 XR154             | 14 de desembre de 2001 | Socorro              | LINEAR        |
| 194627 - | 2001 XV156             | 14 de desembre de 2001 | Socorro              | LINEAR        |
| 194628 - | 2001 XJ157             | 14 de desembre de 2001 | Socorro              | LINEAR        |
| 194629 - | 2001 XD158             | 14 de desembre de 2001 | Socorro              | LINEAR        |
| 194630 - | 2001 XA159             | 14 de desembre de 2001 | Socorro              | LINEAR        |
| 194631 - | 2001 XE162             | 14 de desembre de 2001 | Socorro              | LINEAR        |
| 194632 - | 2001 XJ162             | 14 de desembre de 2001 | Socorro              | LINEAR        |
| 194633 - | 2001 XF163             | 14 de desembre de 2001 | Socorro              | LINEAR        |
| 194634 - | 2001 XW163             | 14 de desembre de 2001 | Socorro              | LINEAR        |
| 194635 - | 2001 XG164             | 14 de desembre de 2001 | Socorro              | LINEAR        |
| 194636 - | 2001 XJ165             | 14 de desembre de 2001 | Socorro              | LINEAR        |
| 194637 - | 2001 XR165             | 14 de desembre de 2001 | Socorro              | LINEAR        |
| 194638 - | 2001 XO166             | 14 de desembre de 2001 | Socorro              | LINEAR        |
| 194639 - | 2001 XX166             | 14 de desembre de 2001 | Socorro              | LINEAR        |
| 194640 - | 2001 XP168             | 14 de desembre de 2001 | Socorro              | LINEAR        |
| 194641 - | 2001 XS169             | 14 de desembre de 2001 | Socorro              | LINEAR        |
| 194642 - | 2001 XH170             | 14 de desembre de 2001 | Socorro              | LINEAR        |
| 194643 - | 2001 XO172             | 14 de desembre de 2001 | Socorro              | LINEAR        |
| 194644 - | 2001 XS172             | 14 de desembre de 2001 | Socorro              | LINEAR        |
| 194645 - | 2001 XX172             | 14 de desembre de 2001 | Socorro              | LINEAR        |
| 194646 - | 2001 XE173             | 14 de desembre de 2001 | Socorro              | LINEAR        |
| 194647 - | 2001 XV173             | 14 de desembre de 2001 | Socorro              | LINEAR        |
| 194648 - | 2001 XQ175             | 14 de desembre de 2001 | Socorro              | LINEAR        |
| 194649 - | 2001 XS175             | 14 de desembre de 2001 | Socorro              | LINEAR        |
| 194650 - | 2001 XB176             | 14 de desembre de 2001 | Socorro              | LINEAR        |
| 194651 - | 2001 XE177             | 14 de desembre de 2001 | Socorro              | LINEAR        |
| 194652 - | 2001 XL177             | 14 de desembre de 2001 | Socorro              | LINEAR        |
| 194653 - | 2001 XS177             | 14 de desembre de 2001 | Socorro              | LINEAR        |
| 194654 - | 2001 XY177             | 14 de desembre de 2001 | Socorro              | LINEAR        |
| 194655 - | 2001 XG180             | 14 de desembre de 2001 | Socorro              | LINEAR        |
| 194656 - | 2001 XK180             | 14 de desembre de 2001 | Socorro              | LINEAR        |
| 194657 - | 2001 XQ180             | 14 de desembre de 2001 | Socorro              | LINEAR        |
| 194658 - | 2001 XR180             | 14 de desembre de 2001 | Socorro              | LINEAR        |
| 194659 - | 2001 XX180             | 14 de desembre de 2001 | Socorro              | LINEAR        |
| 194660 - | 2001 XA181             | 14 de desembre de 2001 | Socorro              | LINEAR        |
| 194661 - | 2001 XH181             | 14 de desembre de 2001 | Socorro              | LINEAR        |
| 194662 - | 2001 XL183             | 14 de desembre de 2001 | Socorro              | LINEAR        |
| 194663 - | 2001 XP184             | 14 de desembre de 2001 | Socorro              | LINEAR        |
| 194664 - | 2001 XV185             | 14 de desembre de 2001 | Socorro              | LINEAR        |
| 194665 - | 2001 XN186             | 14 de desembre de 2001 | Socorro              | LINEAR        |
| 194666 - | 2001 XL187             | 14 de desembre de 2001 | Socorro              | LINEAR        |
| 194667 - | 2001 XB190             | 14 de desembre de 2001 | Socorro              | LINEAR        |
| 194668 - | 2001 XL190             | 14 de desembre de 2001 | Socorro              | LINEAR        |
| 194669 - | 2001 XW192             | 14 de desembre de 2001 | Socorro              | LINEAR        |
| 194670 - | 2001 XN193             | 14 de desembre de 2001 | Socorro              | LINEAR        |
| 194671 - | 2001 XT193             | 14 de desembre de 2001 | Socorro              | LINEAR        |
| 194672 - | 2001 XA194             | 14 de desembre de 2001 | Socorro              | LINEAR        |
| 194673 - | 2001 XQ195             | 14 de desembre de 2001 | Socorro              | LINEAR        |
| 194674 - | 2001 XR195             | 14 de desembre de 2001 | Socorro              | LINEAR        |
| 194675 - | 2001 XP197             | 14 de desembre de 2001 | Socorro              | LINEAR        |
| 194676 - | 2001 XY197             | 14 de desembre de 2001 | Socorro              | LINEAR        |
| 194677 - | 2001 XP198             | 14 de desembre de 2001 | Socorro              | LINEAR        |
| 194678 - | 2001 XK199             | 14 de desembre de 2001 | Socorro              | LINEAR        |
| 194679 - | 2001 XA202             | 14 de desembre de 2001 | Kitt Peak            | Spacewatch    |
| 194680 - | 2001 XJ204             | 11 de desembre de 2001 | Socorro              | LINEAR        |
| 194681 - | 2001 XX204             | 11 de desembre de 2001 | Socorro              | LINEAR        |
| 194682 - | 2001 XG214             | 11 de desembre de 2001 | Socorro              | LINEAR        |
| 194683 - | 2001 XA215             | 13 de desembre de 2001 | Socorro              | LINEAR        |
| 194684 - | 2001 XR215             | 14 de desembre de 2001 | Socorro              | LINEAR        |
| 194685 - | 2001 XQ217             | 14 de desembre de 2001 | Socorro              | LINEAR        |
| 194686 - | 2001 XT220             | 15 de desembre de 2001 | Socorro              | LINEAR        |
| 194687 - | 2001 XZ220             | 15 de desembre de 2001 | Socorro              | LINEAR        |
| 194688 - | 2001 XK221             | 15 de desembre de 2001 | Socorro              | LINEAR        |
| 194689 - | 2001 XE224             | 15 de desembre de 2001 | Socorro              | LINEAR        |
| 194690 - | 2001 XY224             | 15 de desembre de 2001 | Socorro              | LINEAR        |
| 194691 - | 2001 XU225             | 15 de desembre de 2001 | Socorro              | LINEAR        |
| 194692 - | 2001 XS226             | 15 de desembre de 2001 | Socorro              | LINEAR        |
| 194693 - | 2001 XB227             | 15 de desembre de 2001 | Socorro              | LINEAR        |
| 194694 - | 2001 XF227             | 15 de desembre de 2001 | Socorro              | LINEAR        |
| 194695 - | 2001 XW227             | 15 de desembre de 2001 | Socorro              | LINEAR        |
| 194696 - | 2001 XG228             | 15 de desembre de 2001 | Socorro              | LINEAR        |
| 194697 - | 2001 XO229             | 15 de desembre de 2001 | Socorro              | LINEAR        |
| 194698 - | 2001 XD231             | 15 de desembre de 2001 | Socorro              | LINEAR        |
| 194699 - | 2001 XZ231             | 15 de desembre de 2001 | Socorro              | LINEAR        |
| 194700 - | 2001 XL232             | 15 de desembre de 2001 | Socorro              | LINEAR        |